# Eudes de Châteauroux
Eudes de Châteauroux ou Odon de Châteauroux, aussi Ottone de Castro Rodolfi da Châteroux, surnommé le cardinal Candius ou Blancus, (né vers 1190 à Châteauroux en Berry, et mort à Orvieto le 25 janvier 1273) est un cardinal, un prédicateur et un orateur français  du XIIIe siècle, auteur d'un grand nombre de sermons. 

## Noms
Eudes de Châteauroux est également connu sous les noms : Odon de Tusculum, Otho of Tusculum, Otho de Tusculum, Odon de Châteauroux, Odo de Castroradulpho, Odo de Castro Radulphi, Odo Gallus, Ottone de Castro Rodolfi, Oddone di Castro Radulfi, Ottone de Castel Ridolfi et Ottone di Tuscolo.

## Biographie
Eudes ou Odon de Châteauroux est d'origine modeste. Il l'évoque dans un sermon prononcé lors de la consécration de la Sainte-Chapelle en avril 1248, où il explique que certains Juifs étaient beaucoup plus riches que lui et mieux placés pour faire des études et poursuivre une carrière dans l'Eglise. Le contexte rhétorique de cette phrase ne permet pas cependant de la surinterpréter. Il est ordonné prêtre puis devient prédicateur. Il faut écarter l'hypothèse selon laquelle il aurait appartenu à l'ordre cistercien
Il devient ensuite est professeur et chancelier de l'Université de Paris ou de l'École cathédrale de Paris et chanoine (possiblement en 1226) du chapitre de la cathédrale de Paris. Son titre de maître est attesté par le sermon qu'il prêche durant la crise estudiantine en 1229. De cette date à 1244, il se consacre à l'université et à la prédication où sa forte personnalité le fait connaître,.
Le pape Innocent IV le nomme cardinal et évêque de Frascati (Tusculum) lors du consistoire du 28 mai 1244 et il reçoit son anneau cardinalice à Suse en novembre 1244. Dès lors, il devient très actif au sein de la cour pontificale.
En 1245, le pape le désigne une première fois comme légat en France de la croisade et ses sermons mettent en avant les thèmes du salut et de privilèges accordés aux croisés.
Son antijudaïsme virulent le pousse à condamner le Talmud en 1242 et 1248,,, conseillé par trois dominicains dont Étienne du couvent des jacobins d'Auxerre (Stefanus Altissiodorensis) et Albertus Teutonicus, connu sous le nom d'Albert le Grand,.
Il participe au premier concile de Lyon. Eudes est nommé une seconde fois légat du pape pour la septième croisade (1248-1254). À ce titre, il est chargé de prêcher la croisade dans toute la France et accompagne le roi Saint Louis et son armée en Égypte et en Terre Sainte.
Le cardinal de Châteauroux ne participe pas à l'élection papale de 1254, lors de laquelle Alexandre IV est élu. Il est doyen du collège des cardinaux en 1254 et participe aux élections papales de 1261 (élection d'Urbain IV), de 1264-1265 (élection de  Clément IV) et de 1268-1271 (élection de Grégoire X). En 1270 il est camerlingue de la sainte Église.
Eudes de Châteauroux est l'auteur de 65 homélies pour le temps liturgique et les fêtes des saints, et de près de 1 200 sermons.